# Ostéotomie de Le Fort
Pour les articles homonymes, voir Le Fort.

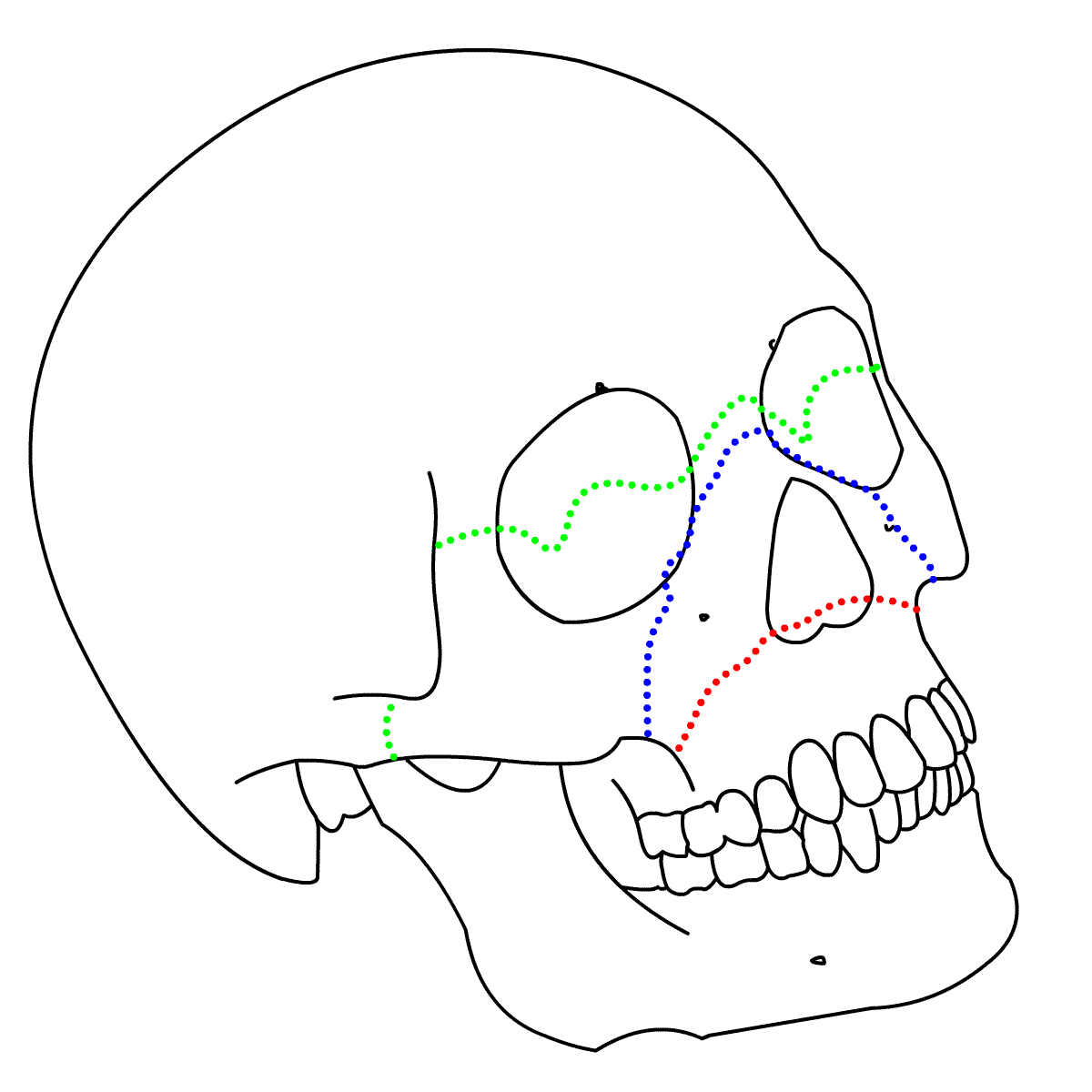
Le-Fort I rouge - Le-Fort II bleu Le-Fort III vert

Une ostéotomie de Le Fort est le nom de trois types d'ostéotomies de la mâchoire et du visage. Elles sont nommées en l'honneur du chirurgien et médecin français René Le Fort.

## TypeI
L'ostéotomie de Le Fort I avance la mâchoire en cas de malocclusion.

## TypeII
L'ostéotomie de Le Fort II traite les fractures du maxillaire.

## TypeIII
L'ostéotomie de Le Fort III traite les anomalies et déficiences médiofaciales.

## Controverse au sujet d'un typeIV
L'ostéotomie frontofaciale est parfois qualifiée de Le Fort IV, mais cette désignation ne fait pas consensus chez les spécialistes.  